# Bradfield St. George
Bradfield St. George är en by och en civil parish i distriktet West Suffolk i Suffolk i England. Orten har 386 invånare (2001). Den har en kyrka.